# Louquinho
Louquinho è un singolo del cantante brasiliano Jão, pubblicato il 11 luglio 2019.

## Promozione
Jão ha eseguito la canzone in varie occasioni: per la prima volta in televisione al Encontro com Fátima Bernardes il 15 luglio 2019.

## Formazione
- Jão – voce, produzione
- Los Brasileiros – produzione